# كأس سلوفاكيا 2002–03
كأس سلوفاكيا 2002–03 هو موسم من كأس سلوفاكيا. كان عدد الأندية المشاركة فيه 30، وفاز فيه MŠK Púchov ‏.